# Samer
Samer (Magarac) je hrid uz zapadnu obalu Istre, dio Rovinjskog otočja.
Površina hridi je 4959 m2, duljina obalne crte 334 m, a visina 3 metra.
U Državnom programu zaštite i korištenja malih, povremeno nastanjenih i nenastanjenih otoka i okolnog mora Ministarstva regionalnoga razvoja i fondova Europske unije, svrstana je pod "manje nadmorske tvorbe (hridi različitog oblika i veličine)". Pripada Gradu Rovinju.

## Vanjske poveznice
|  | Zajednički poslužitelj ima još gradiva o temi Samer |